# Maho Udo
Maho Udo（有働 真帆、1986年8月22日 - ）は、日本のダンサー、振付師。大阪出身。アメリカの大手エージェントBLOC のLA 本部に所属。アメリカを拠点に活動している。これまでに共演してきたアーティストには、マドンナ、テイラー・スウィフト、ジェイソン・デルーロ、ジャスティン・ティンバーレイク、ジャスティン・ビーバー、クリス・ブラウン、アリシア・キーズ、ファーギー、ウィル・アイ・アム、メーガン・トレイナー、グウェン・ステファニー、JONTE'等がいる。また、日本人初のシルク・ドゥ・ソレイユのヒップホップダンサーでもある。

## 人物
Maho Udo は、12歳の頃からジャズ、ヒップホップ、バレエ、器械体操を始める。
高校 を卒業すると同時に、単身ニューヨークへダンス留学をする。すぐに頭角を表し、ダンスバトルで優勝、準優勝をし、数多くのショーケースにも参加。在学中にシルク・ドゥ・ソレイユのオーディションにも合格する。また、卒業してすぐ今度はマドンナのオーディションにも合格するなど、名門ダンス学校 Broadway Dance Center (BDC)でもエースといえる存在であった。
マドンナのワールドツアー後もニューヨークに残り、テレビCM、広告、イベントなど数多くに出演。
ロサンゼルスに移ってからは、ジェイソン・デルーロをはじめ、著名アーティストとの共演がぐっと多くなった。
マドンナの Sticky & Sweet Tour で一緒にバックダンサーを務めたケント・モリは、Maho Udo について聞かれて次のように答えている。
「ダンスがうまいのはもちろんなんですが、MAHO の魅力は一緒にいると本当に楽しませてくれるんです。現場の空気を楽しくしてくれる存在です。ツアーで一緒になったときは、本当に楽しい毎日でした。ダンサーとしては、とにかく対応力がすごいです。現場によって異なるシチュエーションっていっぱいあるんですが、そのひとつひとつに臨機応変にパーフェクトに対応できる。あれには脱帽です。」

2013年『アメリカズ・ゴット・タレント』シーズン8優勝者となったダンスパフォーマーの「えびけん」こと蛯名健一は、自身のFacebook の中で
「彼（Maho Udo)はマドンナのバックでもやってた超実力派のなんでもこなせるイケメンダンサー。」と書いている。
2015年、テイラー・スウィフトの1989ワールドツアー東京公演の後、ラジオのインタビューで「ダンスを通して伝えたいことは？」と問われて Maho Udo は
「ステージの仕事は夢を与える仕事。自分も誰かの夢になれるダンサーになりたいと思ったんです。僕が踊っているのを見て、夢を全力で追ってみようと思いますとかコメントをもらえるととても嬉しいです。」と答えている。

## 来歴
2005 - 2008年
ダンス留学のため単身渡米(18歳)。ニューヨークの大手ダンス学校 BDC (ISVP)では3年間、Brian Green、Rhapsody、Jazzy J、Ejoe、Luam、Jared Grimes、Michele Assaf、Brice Mousset、Germaine Salsberg、Dorit Koppel など世界的に有名な多数のダンサーに師事。卒業時、 規定の課程を修了し一定の条件を満たした者に許される実務研修（PT）プラク ティカル・トレーニング ビザを取得。秋には米国アーティストビザを取得しプロダンサーとして就労する環境 が整う。 2008年、ニューヨークでシルク ・ドゥ・ ソレイユのダンサーオーディションを受け、合格（21歳）。
2009年
厳しいオーディションを突破して マドンナのワールドツアー 「Sticky & Sweet Tour」 にメンバー最年少で参加（22歳）。全5曲に出演、アニメーションダンスを披露した。特に間奏曲の「Rain」では、KENTO とMAHO 二人のみでのパフォーマンスという大役を果たした。
2010 - 2011年
テレビＣＭや広告などにも多数出演し活動の幅を広げる。また、トルコで行われたシルク・ ドゥ・ ソレイユ のショー（FIBA バスケットボール世界選手権 2010 オープニングセレモニー）にダンサーとして出演し、世界 172カ国にＴＶ生中継されるという貴重な機会を得る。アマウント・ボーイズ AmountBoyz のメンバーとなり、様々なショーやＴＶ番組に出演。BDC(NY) やMILLENNIUM(LA)などでもダンスを教え始めた。
2012 - 2013年
拠点をロサンゼルスに移し新たな世界が広がる。ジェイソン・デルーロ、ジャスティン・ビーバー、ウィル・アイ・アム、ゼンデイヤ、PSY、M.C.ハマーといったアーティストとのパフォーマンスや数々のアワード、テレビ番組、TV CM、PV出演など精力的に活動を続ける。2013年、ジェイソン・デルーロの専属ダンサーとしてアメリカ国内、ヨーロッパ、オーストラリア、日本へのプロモーションツアーに参加。
2014年
2月22日～6月29日、ジェイソン・デルーロのワールドツアー(Tattoos World Tour)に参加、ヨーロッパ、オセアニア、アフリカなどを回る。ワールドツアーと同時に、ジェイソン・デルーロの専属ダンサーとして、多くのアメリカの有名テレビ番組（エレンの部屋、ジミー・キンメル・ライブ！、レイト・ナイト）やビルボード・アワードにも出演。また、アメリカ以外のテレビ番組ボイス（イギリス）やワールド・ミュージック・アワード（モナコ）、マワジン・フェスティバル（モロッコ）等への出演が目を引く。
10月、11月はジェイソン・デルーロのアメリカ国内ツアー Talk Dirty Tour に参加、12月は Jingle Ball Concert Tour に参加。同時に、南アフリカやブラジルのコンサートにも参加した。年末の年またぎコンサートは、ポーランドのワルシャワで行われ、まさにジェイソン・デルーロ一色の一年であった。
2015年
5月5日、6日の東京ドーム公演から始まるテイラー・スウィフトのワールドツアー「1989 ワールドツアー」に参加。2日間で10万人以上を集めた日本の公演で、Maho のダンスはつんく♂をはじめ、多くのスウィフティ(swifty、テイラー・スウィフトのファンの呼称）を魅了した。
2016年
この年は、ブラック・アイド・ピーズの紅一点ファーギーのツアー（アメリカ国内、ヨーロッパ、日本）を軸とした年であるが、他にグウェン・ステファニー、クリス・ブラウン、アリシア・キーズ、メーガン・トレイナーなどのアーティストと共演する機会を得た。
2017年
グラミー賞では、話題となったア・トライブ・コールド・クエストのパフォーマンスに出演、アカデミー賞ではオープニングを任されたジャスティン・ティンバーレイクと夢の共演を果たす。3月31日からは、クリス・ブラウンの The Party Tour に参加。ツアー以後もクリス・ブラウンのライブ、イベントに出演し、この年はクリス・ブラウンとファーギーのダンサーをかけもちした年であった。
2018年
2月4日、ミネソタ州のUSバンクスタジアムで行われた第52回スーパーボウルのハーフタイムショーにジャスティン・ティンバーレイクのダンサーとして出演。5月8日から、テイラー・スウィフトのワールドツアー Reputation Stadium Tour にダンスキャプテンとして参加。テイラーのツアーは2回目となる。
2019年
ラテン版1D（ワンダイレクション）ともいわれる人気グループ CNCO の新曲 Pretend の振付けを担当。巨大音楽フェスティバルとして知られるコーチェラにジェイデン・スミスのバックアップダンサーとして出演。更に、クリス・ブラウンのバックアップダンサーとして7月にはJeddah World Fest、12月にはDiriyah Music Festivalに参加した。どちらもサウジアラビアで開催された。
2020 – 2021年
エンタメ業界にも大打撃を与えたコロナ禍において、ダンス仲間とマスタメディア（下記、外部リンクを参照）を通して、将来のダンサーたちやファンに向けて情報発信を始める。
2022年
2月18日から始まったジャスティン・ビーバーのワールドツアー Justice World Tour に参加。
2023年
2月11日から始まったクリス・ブラウン の Under The Influence Tour に参加。その他、イベントやショーなど1年を通してクリス・ブラウンのダンサーとして活動した1年であった。

## 主な出演

### ツアー
- Madonna - Sticky & Sweet Tour （2009）
- Jason Derulo - Promotion Tour (2013)
- Jason Derulo - Jingle Ball Tour (2013)[6]
- Jason Derulo - en:Tattoos World Tour (2014)
- Jason Derulo - Talk Dirty Tour (2014) [7]
- Taylor Swift - The 1989 World Tour (2015) [8]
- Chris Brown - The Party Tour (2017) [9]
- Taylor Swift - Reputation Stadium Tour (2018) [10]
- Austin Mahone - Japan Tour (2019) [11]
- Justin Bieber - Justice World Tour (2022) [12]
- Chris Brown - Under The Influence Tour (2023)

### テレビ・イベント
2010 - 2012
- FIBA World Basketball Championship 2010 (Cirque du Soleil)
- Material Girl launch party 2010 (Madonna)
- BET 106 & Park 2011 (AmountBoyz)
- Legend Tokyo 2011 (Jonte Moaning)
- American Music Awards 2012 (PSY, MC Hammer)

2013
- New Year's Rockin Eve 2013 (PSY, MC Hammer)
- TED 2013 (Rich + Tone Talauega) [13]
- Dancing with the Stars 2013 (Jason Derulo)
- Wango Tango 2013 (Jason Derulo)
- Billboard Music Awards 2013 (Will.I.am, Justin Bieber)
- BET 106 & Park 2013 (Jason Derulo)
- Good Morning America 2013 (Jason Derulo)
- America's Got Talent 2013 (Jason Derulo)
- Jingle Bell Ball 2013 (Jason Derulo)[14]
- B96 Pepsi Jingle Bash 2013 (Jason Derulo) [15]

2014
- New Year's Rockin Eve 2014 (Jason Derulo)
- Jimmy Kimmel Live 2014 (Jason Derulo) [16]
- BET 106 & Park 2014 (Jason Derulo) [17]
- Arsenio Hall Show 2014 (Jason Derulo) [18]
- NBA ALL STAR CONCERT 2014 (Jason Derulo) [19]
- Dancing with the Stars 2014 (Jason Derulo) [20]
- Voice UK 2014 (Jason Derulo)[21]
- The Ellen Show 2014 (Jason Derulo)[22]
- Late Night with Seth Meyers 2014 (Jason Derulo) [23]
- Billboard Music Awards 2014 (Jason Derulo)[24]
- World Music Awards 2014 (Jason Derulo)[25]
- Mawazine Festival 2014 (Jason Derulo)[26]
- CMT Awards 2014 (Jason Derulo) [27]
- B96 Pepsi Summer Bash 2014 (Jason Derulo) [28]
- Good Morning America 2014 (Jason Derulo) [29]
- Teen Choice Awards 2014 (Jason Derulo) [30]
- MDA telethon 2014 (Jason Derulo) [31]
- iHeartRadio Music Festival 2014 (Jason Derulo) [32]

2015
- Rock in Rio USA 2015 (Taylor Swift) [33]
- 日本テレビ 「スッキリ!!」 特集「海外で活躍する日本人」[34]
- 日本テレビ 「スッキリ!!」 特集「世界の○○が認めた日本人」[35]

2016
- iHeart Radio Music Awards (Chris Brown)[36]
- NBC The Voice 2016 (Gwen Stefani - Misery)[37]
- NBC The Voice 2016 (Alicia Keys - In Common)[38]
- Rock in Rio Lisboa (Fergie)[39]
- N-Joy Starshow Hannover 2016 (Fergie) [40]
- Dance on the Pier, NYC Pride 2016 (Fergie) [41]
- Wireless Festival 2016 in London, UK (Fergie) [42]
- Mid-State Fair 2016 in Paso Robles, CA (Fergie) [43]
- The Creative Coalition’s Benefit Gala during 2016 Democratic National Convention (Fergie) [44]
- Pandora Summer Crush 2016 (Fergie) [45]
- Summer Sonic 2016, Tokyo & Osaka (Fergie) [46]
- Philipp Plein fashion show 2016 (Fergie) [47]
- Mohegan Sun's 20th Anniversary (Fergie) [48]

2017
- ESPN the Party (Fergie) [49]
- Tommy Hilfiger spring 2017 fashion show (Fergie) [50]
- Grammy Awards 2017 (A Tribe Called Quest) [51]
- WCRF's "An Unforgettable Evening" 2017 (Jason Derulo) [52]
- Academy Awards 2017 (Justin Timberlake) [53]
- iHeartRadio Music Awards 2017 (Thomas Rhett) [54]
- The Tonight Show Starring Jimmy Fallon (Fergie) [55]
- TIDAL X BROOKLYN (Chris Brown) [56]
- TIDAL X CHRIS BROWN, Tidal Pop Up Show 2017 (Chris Brown) [57]
- "Heartbreak on a Full Moon" Album Release Party, Hollywood (Chris Brown) [58]
- American Music Awards Show, 2017 (Imagine Dragons X Khalid) [59]
- NFL halftime show 2017 (Jason Derulo) [60]

2018
- Pepsi Super Bowl LII Halftime Show (Justin Timberlake) [61]
- Legion Season 2 episode 1  [62]
- The Biggest Weekend (Taylor Swift) [63]
- American Music Awards Show, 2018 (Taylor Swift) [64]

2019
- Coachella 2019 (Jaden Smith)  [65]
- Jeddah World Fest 2019 (Chris Brown) [66]
- Diriya Music Festival 2019 (Chris Brown) [67]

2020
- Grammy Awards 2020 (Rosalia) [68]

2021
- 日本テレビ 「スッキリ」 BE：FIRST デビュー曲「Gifted.」MVの裏側解禁SP
- NHK 「シブヤノオト」 Gifted./BE：FIRST ダンスラボに出演　2021年11月27日放送。

2023
- Rolling Loud 2023 (4月14日にタイで開催）に、Chris Brown のダンサーとして参加。[69]

### ミュージック・ビデオ
- Madonna - Celebration (2009)[70]
- Derin Togar - Dokun (2010)
- Jussie Smollett - Get Em Up (2011)
- Cerrone - Good Times I'm In Love (feat. adjana) - 2012
- Luara - Fire in Me (2013)
- Bella & Zendaya - Contagious Love (2013)
- Jason Derulo - Talk Dirty (2013)
- Jason Derulo - Trumpets (2013)
- Gwen Stefani - Make Me Like You (2016)
- Taylor Swift - New Romantics (2016)
- CNCO - Pretend (2019)
- Jason Derulo, LAY, NCT 127 - Let's Shut Up & Dance (2019)
- Austin Mahone - Why Don't We (2019)
- Taylor Swift - ME! (2019)
- Chris Brown - IFFY (2022)
- Chris Brown - Psychic ft. Jack Harlow (2023)
- Chris Brown - Summer Too Hot (2023)[71]
- Chris Brown - Sensational (2023)

- Taylor Swift - The 1989 World Tour (Live) - Apple Music
- Taylor Swift - Reputation Stadium Tour 2018 - Netflix

### 振り付け
- Gifted. - BE：FIRST（ビーファースト）のデビュー曲 Gifted. の振付けを担当。2021年11月。
- Pretend - ラテン版1Dともいわれる人気グループ CNCO の MV (2019年2月14日公開)の振り付けを担当。[72]
- 映画「ホタルノヒカリ」（2012年6月公開）[73]
- SHARP "AQUOS 70V" 2011 プロモーション映像 [74]
- K-Pop アーティスト Wonder Girls の「Be My Baby」「Dj is mine」 Jonte' アシスタント

### テレビCM
- Skechers - with Meghan Trainor [75]
- Homestreet Bank - Dance Fight - Super Bowl commercial
- Galaxy Note II - Happy Birthday - TV CM - Samsung
- Metro PCS
- Coca Cola Zero
- Yves Saint Laurent  "parfum L'Homme Libre"
- Wells Fargo  Flash Mob
- Starburst  "CONTRADICTIONS PROJECT"
- Cable vision "Optimum Triple Play"
- Dr. Scholl
- LensCrafters
- メントス CM
- JSDA (CM、グラフィック)

### 新聞・雑誌・ラジオなど
- TOM TAILOR　（ドイツのファッションブランド）カタログモデル
- Wildchild Nation　モデル
- 雑誌「ファイン」（2009年2月号）- Hot Dancer in NY 特別編
- JSDA 会報誌　「MORE Dance」vol.04 （2011 Autumn 号）インタビュー記事
- JSDA 会報誌　「MORE Dance」vol.07 （2012 Summer 号）LA撮影現場レポ 及び「MAHO のNY流行通信」
- JSDA 会報誌　「MORE Dance」vol.10 （2013 Summer 号）「MAHO のLA流行通信」
- サンパウロ新聞  インタビュー記事 「世界を舞台に活躍  若き実力派ダンサーの有働真帆氏」 2014年11月25日　[76]
- FM放送局 J-WAVE 81.3FM の番組「〜JK RADIO〜TOKYO UNITED」に2015年6月12日出演。

「テイラー・スウィフト東京ドーム公演秘話！ライヴ出演ダンサー有働真帆が舞台裏を語る。」と題され、ナビゲーターは、ジョン・カビラ。
- NHK-FM のラジオ番組「眠れない貴女へ」の「男の本音」のコーナーに2018年12月9日ゲスト出演。 ナビゲーターは、奥野史子。
- Daily More インタビュー記事「テイラー・スウィフトやジャスティン・ビーバーの舞台で踊る世界的ダンサー、有働真帆さんに注目せよ！」2018年12月15日掲載。[78]
- FM放送局 J-WAVE 81.3FM の番組「STEP ONE」の「BEHIND THE SCENE」のコーナーに2020年11月24日出演。「世界的ダンサーMAHO UDOがレクチャー！人と差をつけるダンス動画とトレンドの変化」、ナビゲーターはサッシャと堀口ミイナ。
- 別冊カドカワScene09　BE：FIRST（ビーファースト）のデビュー曲 Gifted. のコレオグラファー、P.39。2021年11月1日発売。
- 日経エンタテインメント　BE：FIRST（ビーファースト）のデビュー曲 Gifted. のコレオグラファー、P.33。2021年11月4日発売。